# Limnomedusae
Las limnomedusas (Limnomedusae) son un orden de hidrozoos de la subclasse de los traquilinos.

## Características
En 1938, el taxón fue nominado por el biólogo marino danés Paul Lassenius Kramp para acomodar ciertas familias de hidrozoos con ciclos biológicos  bifásicas. Incluye géneros con medusas con estatocistos ectoendodérmicos y con gónadas a lo largo de los canales radiales, y también géneros que tienen pólipos no cubiertos por una teca.

## Taxonomía
El análisis molecular realizado por Collins en 2006, ha demostrado que las Limnomedusas no son monofiléticas. La familia Armorhydridae, con un solo género y una sola especie, Armorhydra janowiczi, se encuentra en sedimentos gruesos, tiene tentáculos huecos y tiene 4 canales radiales. Parece que comparte algunas características morfológicas con las otras familias y probablemente pertenece a otro grupo. La inclusión de Microhydrulidae también es dudosa. La etapa medusa no se conoce y el pequeño pólipo no tiene tentáculos ni boca.
El Registro Mundial de Especies Marinas enumera actualmente las siguientes familias y géneros:
- Familia Armorhydridae
  - Género Armorhydra
- Familia Geryoniidae
  - Género Geryonia
  - Género Liriope
- Familia Jindexiangidae
  - Género Jindexiangus
- Familia Microhydrulidae
  - Género Microhydrula
  - Género Rhaptapagis
- Familia Monobrachiidae
  - Género Monobrachium
- Familia Olindiidae
  - Género Aglauropsis
  - Género Astrohydra
  - Género Calpasoma
  - Género Craspedacusta
  - Género Cubaia
  - Género Eperetmus
  - Género Gonionemus
  - Género Gossea
  - Género Hexaphilia
  - Género Limnocnida
  - Género Maeotias
  - Género Nuarchus
  - Género Olindias
  - Género Scolionema
  - Género Vallentinia